# Wismarer Tribunal

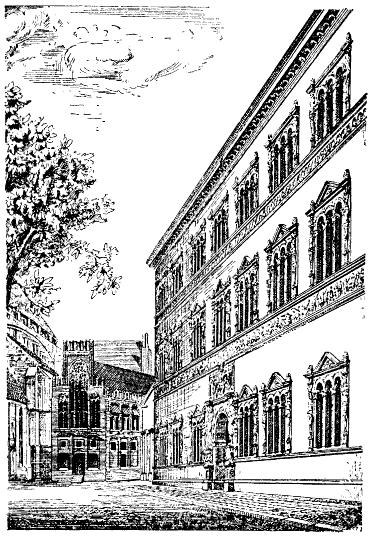
Der Fürstenhof in Wismar, Gerichtssitz von 1653 bis 1802

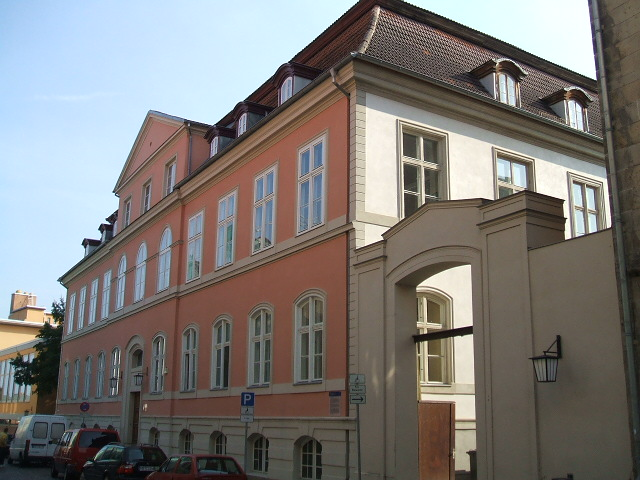
Das Meyerfeldtsche Palais in Stralsund, Gerichtssitz von 1802 bis 1803

Königliches Hohes Tribunal in Wismar war der Name eines 1653 gegründeten Gerichts für die schwedischen Reichslehen im Heiligen Römischen Reich. Von Zeitgenossen und späterer Forschung wurde es nach dem ersten Gerichtsort Wismarer Tribunal genannt. Sitz des Gerichts war von 1653 bis 1802 Wismar, von 1802 bis 1803 Stralsund und von 1803 bis zu seiner Auflösung Greifswald, wo es unter dem Namen Oberappellationsgericht Greifswald wirkte. Während der französischen Besetzung hieß das Gericht Kaiserlich Französisches Obertribunal.

## Geschichte
Im Westfälischen Frieden von 1648, der den Dreißigjährigen Krieg beendet hatte, waren Schweden einige Gebiete des Reiches als Lehen zugesprochen worden. Die Stadt Wismar, in der seit der Stadtrechtsverleihung 1266 Lübisches Recht gegolten hatte, wurde 1632 durch Schweden besetzt und zusammen mit dem näheren Umland, der Insel Poel und dem Amt Neukloster, durch den Friedensvertrag dauerhaft Schweden zugesprochen. Zu Schweden kamen auch Schwedisch-Pommern und die Herzogtümer Bremen und Verden, die als ein einheitliches Gebiet von Stade aus verwaltet wurden, sowie das Domkapitel von Hamburg.
Ursprünglich beabsichtigte Schweden die oberste Reichsgerichtsbarkeit, bestehend aus dem Reichskammergericht und dem Reichshofrat, vollständig neu zu ordnen und für den Obersächsischen, Niedersächsischen und Niederrheinisch-Westfälischen Reichskreis ein drittes oberstes Reichsgericht zu schaffen. Mit diesem Plan konnte sich die schwedische Delegation bei den Verhandlungen zum Frieden allerdings nicht durchsetzen und verlangte deshalb die Verleihung eines unbegrenzten Appellationsprivilegs.
Die Bestimmungen des Friedensvertrages des Westfälischen Friedens knüpften die Verleihung des Privilegs an die Etablierung eines eigenen höchsten Gerichtshofes für die neuen schwedischen Reichslehen, der nach den Grundsätzen des Reichskammergerichtes arbeitet.
Das deshalb neu geschaffene Oberappellationsgericht trat daher ab 1653 an die Stelle des Reichskammergerichts als oberstes Gericht für die schwedischen Reichsterritorien. Das Tribunal wurde in dem Bewusstsein der geschaffen, dass Schweden zum Zeitpunkt der Gründung die stärkste Macht Nordeuropas war. Schweden spielte mit mehreren Sitzen und Stimmen im Reichstag, der Vertretung in drei Reichskreisen und damit u. a. den entsprechenden Berechtigungen zu Präsentationen für die Richterposten am Reichskammergericht eine nicht unwichtige Rolle im Reich. Einen entsprechenden Platz sollte das Tribunal neben den beiden anderen obersten Reichsgerichten einnehmen. Durch seine Leistung sollte es bewusst als Alternative zu Reichskammergericht und Reichshofrat etabliert werden.
Am 17. Mai 1653 wurde in Anwesenheit von Vertretern der Landesregierungen und der Landstände der drei Herzogtümer Bremen-Verdens und Pommerns, des Hamburger Domkapitels und des Rates der Stadt Wismar und der Mitglieder der Tribunaleinrichtungskommission Bengt Oxenstierna und Schering Rosenhane feierlich die Einführung des Gerichts begangen.
In den ersten Jahren des Gerichts gab es große Schwierigkeiten sowohl bezüglich des Unterhalts des Gerichts als auch bei der einvernehmlichen Besetzung. Die norddeutsche Provinz war nur schwer zu organisieren, dem zügiger neu organisierten Pommern fehlte durch den langen Krieg die wirtschaftliche Leistungsfähigkeit, um zum Unterhalt des Gerichts beizutragen. Erst 1665 wurden erstmals alle sechs Assessorate besetzt.
Erst nach Ende des Krieges ging es den Lehensgebieten auch wirtschaftlich wieder besser und das Tribunal konnte sich entwickeln. Der Unterhalt war dauerhaft gesichert, und nach einer Visitation 1688–1692 wurde das Gericht um zwei Assessoren verstärkt. Entscheidende Befugnisse wurden auf die schwedische Regierung in Pommern übertragen. Zügig wurden die anhängenden Prozesse erledigt. Durch die Mitarbeit der Vizepräsidenten, Assessoren und Fiskale in zahlreichen Kommissionen wurde ein Beitrag zur Rechtssicherheit in den schwedischen Lehen geleistet, während das Reichskammergericht gleichzeitig mehr und mehr in eine Krise glitt. Noch bis 1715 war das Gericht mit je einem Präsidenten und Vizepräsidenten, acht Assessoren, einem Protonotar, zwei Referenten, je einem Sekretär, Fiskal, Registrator, Botenmeister, Pedell, Gerichtsarzt, Exekutor und Gerichtsdiener, zwei Kanzlisten, Kopisten und Trabanten und drei Gerichtsboten besetzt.
Der Große Nordische Krieg brachte dem nordwestdeutschen Lehensgebiet Schwedens große Verluste. Bremen-Verden und das Hamburger Domkapitel gingen 1712 an Dänemark, 1720 musste Schweden auf die im Westfälischen Frieden erworbenen nordwestdeutschen Lehen verzichten, und auch in Schwedisch-Vorpommern gab es Gebietsverluste. Am 22. November 1721 einigten sich die Vertreter Schwedens, der pommerschen Landstände, der vorpommerschen Landesregierung und des Rates der Stadt Wismar darauf, die Besetzung des Gerichtes zu reduzieren. Fortan war das Gericht mit vier Assessoren und je einem Protonotar, Registrator, Fiskal, Kanzlisten, Kopisten, Pedell, Boten und zwei Trabanten besetzt; die Gehälter wurden erheblich gekürzt. Die nach der Visitation 1688–1692 auf die Regierung übertragenen Befugnisse wurden in Teilen wieder dem Gericht übertragen.
Ab 1753 wurde das Obertribunal für Klagen gegen die Universität Greifswald sachlich als Gericht erster und einziger Instanz zuständig. Das Gericht stellte sich in mehreren Urteilen in Fragen von Steuern, Kostenverteilungen oder auch dem Ausschluss von Juden aus dem pommerschen Wirtschaftsleben auf die Position der pommerschen Landstände und damit gegen die schwedische Regierung. Ab 1772 bemühte sich die schwedische Regierung daher, die Zuständigkeiten des Tribunals zu kontrollieren und einzuengen. Die langjährigen Verhandlungen darüber zwischen schwedischer Regierung und den pommerschen Landständen führten zu einer Klage der Landstände am Reichshofrat in Wien. Am 10. Dezember 1800 unterzeichneten die Vertreter beider Seiten einen Kompromiss, in dem der König auf eine Visitation verzichtete, die Landstände dem König umfangreiche Zugeständnisse in anhängigen Steuerfragen machten und sich zur Zahlung von 20.000 Reichstalern verpflichteten.
Nach einer ersten Gehaltssteigerung im Jahr 1788, die der Geldentwertung geschuldet war, wurden die Gehälter erst um 1800 tatsächlich real erhöht und denen des schon seit 1750 vom Oberappellationsgericht Celle gezahlten Entgelten angepasst. Damit erhöhte sich erstmals wieder die Attraktivität einer Anstellung am Tribunal.
König Gustav IV. Adolf arbeitete parallel weiter daran, die Befugnisse des Gerichts einzuschränken. Dies sollte vor allem durch personelle Veränderungen erreicht werden. Am 7. Oktober 1799 wurde Nils Anton Augustin Bark (1760–1822) zum Präsidenten des Gerichts ernannt. Der Posten des Stellvertreters, seit 1798 nur vertretungsweise durch Johann Jakob von Mühlenfels besetzt, wurde durch den König bis Ende 1802 verweigert.
Als die schwedische Regierung 1803 Wismar an Mecklenburg verpfändeten, wurde das Gericht nach Stralsund verlegt, wo es nur für acht Monate blieb und dann weiter nach Greifswald zog. Nach der Verlegung nach Greifswald wurde das Gericht 1810 infolge einer Gerichtsreform in Schwedisch-Pommern zum Oberappellationsgericht Greifswald. Unter dieser Bezeichnung blieb es wegen der rechtlichen Sonderstellung von Neuvorpommern bzw. des Regierungsbezirkes Stralsund auch nach der Übernahme durch Preußen bestehen und wurde erst im Zuge der allgemeinen Gerichtsreform der 1870er Jahre aufgelöst.
Am 6. August 1806 löste die schwedische Regierung die pommerschen Landstände auf und befahl die Einführung schwedischen Rechts. Das Tribunal als oberstes Landesgericht wurde dem Hofgericht in Stockholm unterstellt.
Nachdem Stralsund 1807 von den napoleonischen Truppen besetzt worden war, blieb das Tribunal als Kaiserlich Französisches Obertribunal mit demselben Personal letzte Gerichtsinstanz in Vorpommern. Johann Jakob von Mühlenfels wurde zum Präsidenten eingesetzt.
Mit der zweimaligen Rückerwerbung in den Jahren 1810 und 1813 ging das Gericht vorübergehend wieder in schwedische Zuständigkeit über, bis Schwedisch-Pommern 1815 an Preußen fiel. Die Gerichtsverfassung des Territoriums blieb jedoch zunächst unangetastet und das Obertribunal existierte unter der Bezeichnung Oberappellationsgericht Greifswald bis zur Gerichtsreform des Jahres 1848 weiter.

## Aufbau und Rechtsprechung
In Aufbau, Arbeitsweise und Grundsätzen orientierte sich das neue Gericht am Reichskammergericht. Die durch David Mevius 1656 ausgearbeitete Tribunalsordnung, die zu ihrer Zeit Vorbildcharakter auch im Deutschen Reich erlangte, wurde am Oberappellationsgericht umgesetzt. Hinzu kamen Elemente der Rechtsprechung des Reichshofrates und des schwedischen Hofgerichts.
Die Eingangsgerichte der ersten Instanz und Appellationsgerichte für den zweiten Rechtszug (heute zumeist Berufung genannt) wurden aber weitestgehend unverändert belassen. Als höchste und letzte Instanz zur Entscheidung über Rechtsmittel gegen die Entscheidungen der Appellationsgerichte wurde 1653 unter Königin Christina I. von Schweden das Tribunal in Wismar eingerichtet.
Da die an Schweden gekommenen Reichslehen weiterhin deutsche Reichsterritorien blieben, wurde das bisherige Rechtssystem beibehalten, das auf der Reichsgesetzgebung und der Reichsprozessordnung basierte. Das „gemeine Recht“ Pommerns, Privat-, Straf und Kirchenrecht sowie die überwiegende Zahl der verfassungsrechtlichen Bestimmungen blieben erhalten. Das schwedische Landrecht bzw. das allgemeine schwedische Reichsgesetz wurden nicht auf die deutschen Reichslehen übertragen.

## Sitz
Wismar lag geographisch etwa in der Mitte der schwedischen Reichslehen; somit sollte der Gerichtsort von allen Beteiligten gut zu erreichen sein. Das Gericht hatte seinen Sitz im prächtigen Renaissancegebäude des Fürstenhofes, der früheren Residenz der Mecklenburger Herzöge in Wismar und dem letzten Bau der Spätrenaissance auf deutschem Boden.
Nach erheblichen Gebietsverlusten Schwedens im Zuge des Großen Nordischen Krieges wurde die Verlegung des personell reduzierten Gerichts in eine pommersche Stadt erwogen. Dennoch blieb Wismar weiterhin Sitz des Gerichts. Auch der Brand des Fürstenhofs im Jahr 1781 änderte daran nichts. Die Kosten für die Wiederherstellung des weitgehend abgebrannten Gerichtssitzes in Höhe von 15.000 Reichstalern übernahmen die pommerschen Landstände zum großen Teil; sie sahen in einem Gerichtssitz im entfernten Wismar und der räumlichen Trennung von Exekutive und Judikative Vorteile für sich.
Mit der Verpfändung Wismars an Mecklenburg durch den Malmöer Pfandvertrag von 1803 wurde eine vorherige Verlegung des nun faktisch nur noch für Schwedisch-Pommern zuständigen Gerichtes notwendig. Ein königliches Schreiben vom 14. April 1802 verkündete dem Tribunal:

„Wir geben Euch hiermit in Gnaden zu erkennen, (...) daß (...) wir beschlossen haben, (...) Euer Collegium von Wismar nach Stralsund zu verlegen, (…)“

Da nahezu alle Angestellten des Gerichts Immobilien in Wismar besaßen, schilderte das Tribunalskollegium dem König daraufhin die daraus resultierenden Schwierigkeiten, den Gerichtsort innerhalb weniger Wochen zu wechseln. Gustav IV. Adolf blieb trotz energischer Schreiben auch des Rates der Stadt Wismar und der pommerschen Landstände bei seinem Beschluss, zu dem ihn die Tribunalsordnung von 1657 ausdrücklich befähigte. Zähe Verhandlungen um Privilegien und Vergünstigungen begannen nun zwischen den Tribunalangehörigen und der Stadt Stralsund. Die schwedische Regierung kaufte das Meyerfeldtsche Palais des früheren schwedischen Generalgouverneurs Johan August Meijerfeldt auf und baute es ab Dezember 1801 zügig zum Gerichtsgebäude um. Die schwedische Regierung machte den Tribunalangehörigen weitreichende Zugeständnisse, drängte aber weiter auf schnellen Umzug. Vom 6. bis 18. November 1802 ruhten die Geschäfte, und am 19. November 1802 wurde der Gerichtsbetrieb in Stralsund aufgenommen. Der erste Gerichtstag wurde am 6. Dezember 1802 abgehalten.
Am 7. Dezember 1802 diskutierte der Landtag über eine erneute Verlegung des Tribunals. Die Landstände brachten als Argumente vor, dass eine räumliche Trennung von Judikative und Exekutive (Stralsund war Sitz der schwedischen Generalgouverneure) notwendig sei, Stralsund als Festung nicht sicher wäre und das Gerichtsgebäude im Meyerfeldtschen Palais nur provisorisch eingerichtet sei. Die schwedische Regierung machte den Landständen in der Frage der Örtlichkeit Zugeständnisse, nicht zuletzt, da sie ja ihren dringlichsten Wunsch nach Umzug des Gerichts nach Pommern, bereits erreicht hatte.
Der Greifswalder Ratsherr Odebrecht bot Greifswald als Gerichtssitz an. Das Gericht sollte in das Greifswalder Rathaus einziehen, bis ein geeignetes Gebäude gefunden oder gebaut wäre. Das Meyerfeldtsche Palais sollte von den Landständen aufgekauft werden. Der schwedische König stimmte dem Verkauf des Palais Ende Februar 1803 zu. Eine Verlegung des Gerichtsortes ließ er offen und sicherte zu, ggf. die Hälfte der Kosten des Transportes des Archivguts zu übernehmen. Auf einem Landtag am 27. April 1803 wurden die Forderungen der Städte Barth und Wolgast nach einer Verlegung des Tribunals in ihre Stadt abgelehnt und der Umzug nach Greifswald beschlossen. Ein neues Gebäude nach Plänen des Architekten Johann Gottfried Quistorp sollte errichtet werden, bis dahin sollte das Gericht Sitz im Rathaus nehmen. In langwierigen Verhandlungen zwischen Tribunal und dem Rat der Stadt Greifswald wurde der Umzug letztlich vereinbart, der König stimmte diesem Ende Juni 1803 zu.
Am 22. Juli 1803 begann der Umzug von Stralsund nach Greifswald ins dortige Rathaus, wo es eineinhalb Etagen einnahm. Am 5. September 1803 erklärte sich das Tribunal in Greifswald als arbeitsfähig.
Bald schon gab es erneut Schwierigkeiten in den Beziehungen des Tribunals und der Stadt als Gerichtssitz. Die ursprünglichen Pläne eines Neubaus verzögerten sich erheblich. Im Oktober 1813 wandte sich das Tribunal an die schwedische Regierung mit dem Wunsch, das vom letzten schwedischen Gerichtspräsidenten Graf Bark gekaufte Haus in der Greifswalder Büchstraße 33 anzumieten, was diese auch tat. Dieses Gebäude blieb Sitz des Gerichts bis zur Übergabe des Territoriums an Preußen.

## Bekannte Vertreter
- Augustin von Balthasar
- Joachim Christian Coch (Richter und Protonotarius)
- Felix Friedrich von Flemming (Assessor)
- Emanuel Friedrich Hagemeister
- Gabriel Peter von Haselberg (Assessor)
- Thure Leonhard Klinckowström (1735–1821), Präsident ab 1782
- Anders Lilliehöök (1635–1685), Präsident seit 1683, aber nie aktiv
- Johan Paulinus Lillienstedt
- David Mevius
- Johann Jakob von Mühlenfels (Vizepräsident)
- Georg Rudolf Gottlieb von Mühlenfels (außerordentlicher Assessor und Protonotarius)
- Joachim Rüdiger von Owstin
- Moritz Ulrich I. Graf und Herr zu Putbus, Präsident zwischen 1733 und 1763
- Adolph Friedrich Trendelenburg (1774 Assessor)
- Gustav Anton von Wolffradt (Assessor)

## Aktenverwahrung
Die nachgelassenen Akten des Obertribunals Wismar befinden sich zum größten Teil im Landesarchiv Greifswald (Bestand Rep. 29). Weitere Teile liegen im Stadtarchiv Wismar, also an Ort und Stelle, im Stadtarchiv Greifswald, im Landesarchiv Niedersachsen-Staatsarchiv Stade, aber auch im Reichsarchiv Stockholm, dort auch als Bestandteil der Gadebuschsammlung des Staatsrechtlers Thomas Heinrich Gadebusch.
Teile der Akten wurden gescannt und transkribiert und werden fortlaufend in der digitalen Bibliothek Mecklenburg-Vorpommerns veröffentlicht.